# Главное управление по вопросам миграции МВД РФ
Главное управление по вопросам миграции Министерства внутренних дел Российской Федерации (ГУВМ МВД России) — подразделение МВД России, самостоятельное структурное оперативное подразделение центрального аппарата Министерства внутренних дел, реализующее государственную политику в сфере миграции. Подчиняется Министру внутренних дел.
5 апреля 2016 года указом Президента России В. Путина Федеральная миграционная служба была упразднена, а её функции и полномочия переданы Главному управлению по вопросам миграции Министерства внутренних дел Российской Федерации. С 13 апреля 2016 по 31 декабря 2018 года обязанности начальника управления исполняла полковник внутренней службы О. Е. Кириллова. С 8 февраля 2019 года начальником ГУВМ МВД России является Казакова Валентина Львовна.
2 апреля 2025 года Указом Президента Российской Федерации Путиным В.В. N 205 Главное управление по вопросам миграции МВД России упразднено, полномочия переданы новому специальному подразделению полиции - Службе по вопросам гражданства и регистрации иностранных граждан МВД России. На должность начальника Службы по вопросам гражданства и регистрации иностранных граждан МВД России и по совместительству первого заместителя Министра МВД России назначен Кикоть Андрей Владимирович.

## Функции и задачи
Функции ГУВМ МВД России — реализация государственной политики в сфере миграции (эмиграции, иммиграции), в том числе противодействия незаконной миграции, гражданства, регистрации физических лиц, беженцев и иных категорий мигрантов, предусмотренных законодательством.
Основными задачами являются также правоприменение нормативно-правовых актов в сфере регистрационного учёта, выдачи и замены основных документов, удостоверяющих личность гражданина России, в том числе за пределами территории РФ, приобретения гражданства РФ и отказа от него, контроля за пребыванием на территории страны иностранных граждан и лиц без гражданства.
Является правопреемником ФМС России.

## История

### Создание паспортно-визовой службы
Создание Паспортно-визовой службы тесно связано с учётом населения в СССР. В соответствии с декретом ВЦИК от 25 июня 1919 года все граждане РСФСР, достигшие 16-летнего возраста, были обязаны иметь трудовую книжку с характерным лозунгом «Не трудящийся да не ест». В трудовой книжке указывалось место работы, а также прописка.
По завершении периода военного коммунизма и с началом НЭПа паспортно-визовые правила были существенно либерализованы. Декрет января 1922 года предоставил право беспрепятственного передвижения по всей территории РСФСР всем гражданам страны. 20 июня 1923 года декретом ВЦИК и СНК РСФСР «Об удостоверении личности» с 1 января 1924 года были введены специальные срочные (на 3 года) удостоверения личности, получение которых не являлось обязательным, а паспорта, другие виды на жительство и трудовые книжки аннулировались.
4 мая 1923 года НКВД РСФСР утверждено положение «Об адресных бюро и адресных столах в РСФСР», которые создавались при городских управлениях милиции для ведения регистрации и учёта населения, а также выдачи адресных справок.
В связи с учреждением на основании Постановления СНК от 3 мая 1923 года «Об упрощении структуры и сокращении штатов Народных Комиссариатов и подведомственных им органов» 13 августа того же года Центрального административного управления (ЦАУ) НКВД РСФСР, приказом по Комиссариату от 31 августа 1923 года, утвердившим положение об управлении, организация работы по учёту и контролю пребывания советских и иностранных граждан приказом возложена на отдел милиции ЦАУ НКВД РСФСР.
Постановление СНК РСФСР от 28 апреля 1925 года «О прописке граждан в городских поселениях» предусматривало обязанность в 48 часов с момента прибытия граждан зарегистрировать запись об этом в домовой книге в соответствующем отделении милиции.
В июле 1927 года новым Декретом «Об удостоверении личности», отменившим Декрет 1923 года, введено удостоверение личности, единое по территории РСФСР. В этом удостоверении указывались: имя, фамилия, отчество гражданина, дату и место рождения, адрес, род занятий, отношение к воинской обязанности, наличие иждивенцев и документ, по которому выдано удостоверение личности. Кроме того, право удостоверять личность распространено на ряд иных документов: метрические выписки, справки домкомов, служебные пропуска, военные и ученические билеты.
Постановлением ЦИК и СНК СССР от 15 декабря 1930 года «О ликвидации народных комиссаров внутренних дел союзных и автономных республик» и последующим Постановлением ЦИК и СНК СССР от 31 декабря того же года «О мероприятиях, вытекающих из ликвидации наркомвнудела РСФСР и наркомвнуделов автономных республик» обеспечение задач по приёму в советское гражданство и выдаче заграничных паспортов возложено на президиумы исполкомов местных Советов народных депутатов.
В связи с проведением индустриализации, приведшей к массовой миграции трудоспособного населения, 27 декабря 1932 года председателем ЦИК СССР М. И. Калининым, председателем Совнаркома СССР В. М. Молотовым и секретарем ЦИК СССР А. С. Енукидзе было подписано Постановление № 57/1917 «Об установлении единой паспортной системы по Союзу ССР и обязательной прописки паспортов». Все граждане СССР от 16 лет, постоянно проживавшие в городах, рабочих посёлках, работающие на транспорте и в совхозах, обязаны были иметь паспорта. Сельское население страны паспортами не обеспечивалось (за исключением проживавших в десятикилометровой пограничной зоне).
Одновременно с указанным постановлением ЦИК и СНК СССР 27 декабря 1932 года было издано и постановление «Об образовании Главного управления рабоче-крестьянской милиции при ОГПУ Союза ССР». Этот орган создавался для общего руководства работой управлений рабоче-крестьянской милиции союзных республик, а также для введения по всему Советскому Союзу единой паспортной системы, прописки паспортов и для непосредственного руководства задач паспортизации страны.
Этот день и считается днем основания паспортной (паспортно-визовой) службы.

### Упразднение паспортно-визовой службы
В соответствии с указом президента Российской Федерации от 19 июля 2004 года № 928 все правоприменительные функции и функции по контролю, надзору и оказанию государственных услуг в сфере миграции, возложенные на Паспортно-визовую службу МВД России, передаются Федеральной миграционной службе. Окончательное расформирование службы произошло 1 января 2006 года с образованием территориальных органов ФМС России.

### Упразднение ФМС России
5 апреля 2016 года указом президента Российской Федерации ФМС России упразднена, а её функции и полномочия переданы Главному управлению по вопросам миграции Министерства внутренних дел Российской Федерации.
2 апреля 2025 года на базе управления создана Служба по вопросам гражданства и регистрации иностранных граждан.

## Руководство
- генерал-майор полиции Кириллова, Ольга Евгеньевна (2016—2018)
- генерал-лейтенант полиции Казакова, Валентина Львовна (c 8 февраля 2019)